# Ciona mollis
Ciona mollis is een zakpijpensoort uit de familie van de Cionidae. De wetenschappelijke naam van de soort is voor het eerst geldig gepubliceerd in 1907 door Ritter.